# 579 v.Chr.

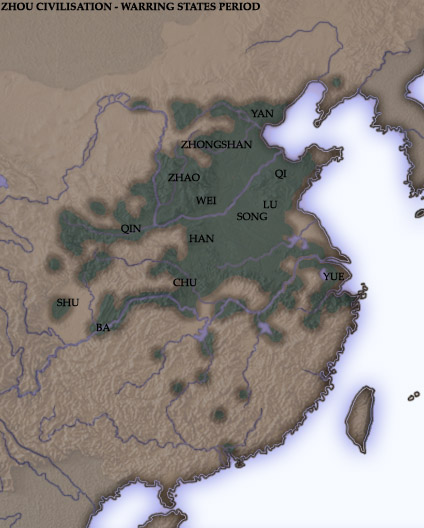
De Strijdende Staten (China)

Het jaar 579 v.Chr. is een jaartal volgens de christelijke jaartelling.

## Gebeurtenissen

### Italië
- Koning Tarquinius Priscus wordt in Rome vermoord door de afgunstige zonen van Ancus Martius. (waarschijnlijke datum)

### China
- Periode van Lente en Herfst: De Strijdende Staten – Chu, Jin en Qin – besluiten een ontwapeningsconferentie te houden.

## Overleden
- Lucius Tarquinius Priscus, koning van Rome (waarschijnlijke datum)